# Cyrtodactylus jellesmae
Espèce
Synonymes
- Gymnodactylus jellesmae Boulenger, 1897

Cyrtodactylus jellesmae est une espèce de geckos de la famille des Gekkonidae.

## Répartition
Cette espèce est endémique de Sulawesi en Indonésie.

## Étymologie
Cette espèce est nommée en l'honneur d'Eeltje Jelles Jellesma (1851–1918).

## Publication originale
- Boulenger, 1897 : A catalogue of the reptiles and batrachians of Celebes with special reference to the collections made by Drs P & F Sarasin in 1893-1896. Proceedings of the Zoological Society of London, vol. 1897, p. 193-237 (texte intégral).